# Unione Nazionale (Italia)
L'Unione Nazionale è stato un partito politico antifascista fondato da Giovanni Amendola all'indomani del delitto Matteotti (10 giugno 1924) e della secessione aventiniana (26 giugno 1924).

## Storia del partito

Giovanni Amendola

L'8 novembre 1924, su impulso del leader liberal-democratico Giovanni Amendola, si riunì un gruppo di uomini politici, professionisti e intellettuali antifascisti, per costituire un'associazione politica in rappresentanza di quei principi di libertà e di democrazia, "fondamento dell'Unità d'Italia e delle lotte risorgimentali, prevaricati e perseguitati dall'insorgente regime fascista".
Al nuovo partito politico, denominato Unione nazionale delle forze liberali e democratiche, aderirono personalità di diversa estrazione politica quali i liberal-democratici Nello Rosselli e Luigi Einaudi, radicali come Giulio Alessio, socialdemocratici come Ivanoe Bonomi, Meuccio Ruini e Luigi Salvatorelli, indipendenti come Carlo Sforza, e, in seguito, repubblicani come il giovane Ugo La Malfa. Tra i firmatari del documento v'erano undici deputati, sedici ex-deputati e undici senatori, che si costituirono in gruppo politico.
Nel giugno 1925, il movimento tenne a Roma il suo primo (e unico) Congresso; in seguito mutò il proprio nome in Unione democratica nazionale.
Il 20 luglio 1925 Giovanni Amendola fu aggredito dalle squadre fasciste in località La Colonna a Pieve a Nievole (in provincia di Pistoia). Non si sarebbe più ripreso dall'aggressione: Amendola perì a Cannes il 7 aprile 1926, a seguito delle percosse subite.
La stessa Unione Nazionale non sopravvisse al suo leader. Con l'approvazione delle leggi eccezionali del fascismo (regio decreto 6 novembre 1926, n. 1848), infatti, il partito fu - anche formalmente - disciolto dal regime. Nella "Pentarchia" costituita al fine di porre in liquidazione il movimento, figura anche il giovane La Malfa.
Nel movimento radical-socialista Giustizia e Libertà, sorto in esilio a Parigi nel 1929, si possono ritrovare in parte le iniziative di Nello e di Carlo Rosselli (che nel libro Socialismo liberale ha cercato di integrare il meglio del pensiero liberale e di quello socialista).
Altri firmatari del manifesto dell'Unione Nazionale, furono protagonisti dei governi:
- di «unità nazionale», come Ivanoe Bonomi (presidente del Consiglio dal giugno 1944 al giugno 1945) e
- del dopoguerra, quali Carlo Sforza (ministro degli esteri dal febbraio 1947 al luglio 1951) e Ugo La Malfa (ministro del bilancio, del tesoro e vicepresidente del Consiglio).

Luigi Einaudi sarà presidente della Repubblica Italiana tra il 1948 e il 1955.

## Esponenti principali
- Mario Abbiate
- Giulio Alessio
- Giovanni Amendola
- Giustino Arpesani
- Roberto Bencivenga
- Mario Berlinguer
- Riccardo Bollati
- Ivanoe Bonomi

- Piero Calamandrei
- Alberto Cianca
- Umberto Cipollone
- Francesco Cocco-Ortu
- Cesare De Lollis
- Guido De Ruggiero
- Luigi Einaudi
- Guido Laj

- Ugo La Malfa
- Giorgio Levi Della Vida
- Novello Papafava
- Nello Rosselli
- Meuccio Ruini
- Luigi Salvatorelli
- Carlo Sforza
- Vito Volterra

|  |  |  |  |  |